# Horseshoe Gaming Holding Corporation
La Horseshoe Gaming Holding Corporation, costituita nel 1993, è stata un'azienda attiva nel settore della gestione di casinò e di hotel, oggi è una sussidiaria della Harrah's Entertainment, creata per gestire il marchio Horseshoe.
La società ha organizzato le World Series of Poker sino al 2004, quando cioè è stata venduta alla Harrah's Entertainment.

## Storia
Nel 1994, l'azienda acquistò l'"Horseshoe Casino Bossier City". Nel 1995 costruì e aprì l'"Horseshoe Casino Tunica". Nel 1999 l'azienda si espanse ulteriormente acquistando la "Empress Casinos", proprietaria di due strutture.
Nel 2001, l'"Empress Casino Joliet" venne venduto e l'"Empress Casino Hammond" venne ristrutturato e ribattezzato "Horseshoe Casino Hammond", aprendo il 4 maggio 2001.
Nel 2004 la compagnia venne venduta alla "Harrah's Entertainment", che mantenne la società in vita per gestire le proprietà a marchio "Horseshoe".
Nell'aprile 2006 la Harrah's Entertainment ha inaugurato l'"Horseshoe Council Bluffs", restaurando il precedente Bluffs Run Casino.